# Cú lợn mặt nạ vàng
Cú lợn mặt nạ vàng (danh pháp hai phần: Tyto aurantia) là một loài chim thuộc Chi Cú lợn, Họ Cú lợn (Tytonidae).. Cú lợn mặt nạ vàng là loài chim đặc hữu của đảo New Britain, Papua New Guinea.
Như các loài cú lợn nhiệt đới khác, nó là khó khăn để phát hiện ra trong tự nhiên và do đó ít được. Nó có thể là một loài sinh sống ở rừng đất thấp.
Với lượng ít ỏi các thông tin đáng tin cậy, trong một thời gian nó đã được phân loại như là một loài thiếu dữ liệu bởi IUCN.. Khi tình trạng của nó cuối cùng có thể được đánh giá đúng, đánh giá trước đó đã được thấy là đúng, và nó được một lần nữa được liệt kê như trong sách đỏ là loài dễ bị tổn thương trong sách đỏ năm 2008.